# Аль-Араби, Набиль
Набиль аль-Араби (араб. نبيل العربي‎; 15 марта 1935, Каир — 26 августа 2024) — министр иностранных дел Египта с 6 марта по 1 июля 2011 года. С 1 июля 2011 года по 30 июня 2016 года — генеральный секретарь Лиги арабских государств.
Окончил юридический факультет Каирского университета и Школу права Нью-Йоркского университета. В 1994—2004 — член Комиссии международного права при Генеральной Ассамблее ООН, в 2004—06 — судья Международного суда ООН. С 2008 по 2011 — директор каирского регионального центра международного коммерческого арбитража и юрисконсульт правительства Судана в переговорах с повстанцами о статусе Абьея. Во время волнений в Египте участвовал в переговорах между оппозицией и египетским правительством.
6 марта 2011 года был назначен министром иностранных дел Египта. 15 мая 2011 года избран на пост генсека Лиги арабских государств.
Умер 26 августа 2024 года после продолжительной болезни в возрасте 89 лет.